# Lespesia spitzi
Lespesia spitzi là một loài ruồi trong họ Tachinidae.